# Lamar (Nebraska)
Lamar – wieś w Stanach Zjednoczonych, w stanie Nebraska, w hrabstwie Chase.